# Huaishuguanzhen (ort i Kina, Shaanxi, lat 33,25, long 107,72)
Huaishuguanzhen är en ort i Kina. Den ligger i provinsen Shaanxi, i den nordvästra delen av landet, omkring 160 kilometer sydväst om provinshuvudstaden Xi'an. Antalet invånare är 25 643. Befolkningen består av 12 233 kvinnor och 13 410 män. Barn under 15 år utgör 18,0 %, vuxna 15-64 år 71 %, och äldre över 65 år 10,0 %.
Runt Huaishuguanzhen är det ganska tätbefolkat, med 96 invånare per kvadratkilometer. Närmaste större samhälle är Yangzhou, 16,3 km väster om Huaishuguanzhen. I omgivningarna runt Huaishuguanzhen växer i huvudsak blandskog.
Genomsnittlig årsnederbörd är 1 052 millimeter. Den regnigaste månaden är juli, med i genomsnitt 222 mm nederbörd, och den torraste är december, med 2 mm nederbörd.